# Gerardo Diego

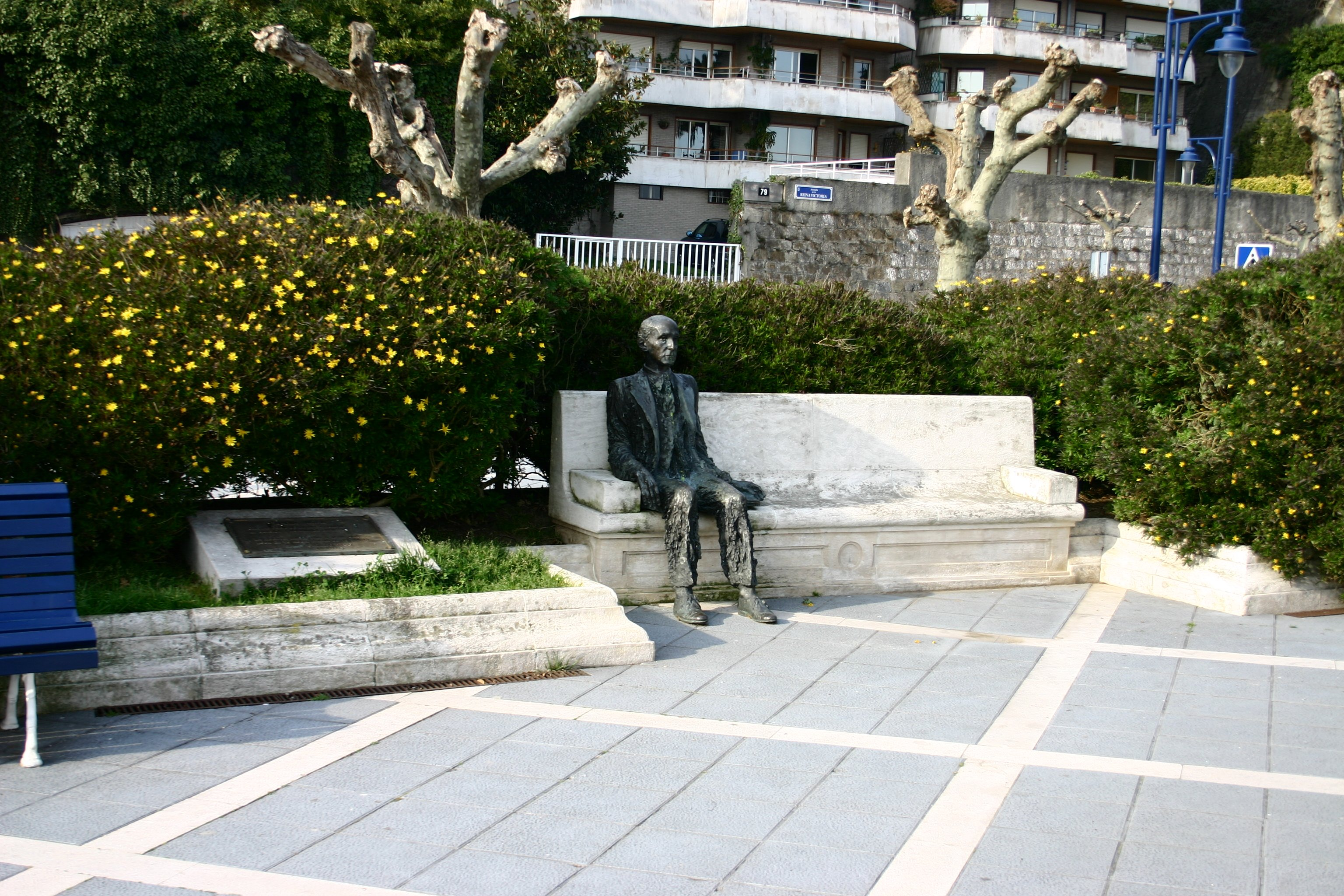
Statua di Gerardo Diego a Santander.

Gerardo Diego Cendoya (Santander, 3 ottobre 1896 – Madrid, 8 luglio 1987) è stato un poeta e scrittore spagnolo, appartenente alla cosiddetta Generazione del 27.

## Biografia
Nacque il 3 ottobre del 1896 a Santander. Alunno dell'Università di Deusto dove segue il corso di Filosofia e Lettere, e dove conosce colui che sarebbe stato poi un amico essenziale nella vita letteraria, Juan Larrea. Terminato il corso, si addottorò a Madrid. Fu cattedratico di Lingua e Letteratura all'Intituto di Soria, Gijón, Santander e Madrid. A Santander diresse due delle più importanti riviste del '27, Lola e Carmen. Fu uno dei principali seguaci dell'avanguardia poetica spagnola, e precisamente dell'Ultraismo e del Creazionismo. Nel 1925 ottenne il Premio Nazionale di Letteratura spagnola (Premio Nacional de Literatura de España), ex aequo con Rafael Alberti.
Elaborò le due versioni della famosa Antología di poesia che fece conoscere gli autori della Generazione del 27. Come professore, diede corsi e conferenze in tutto il mondo. Fu inoltre critico letterario, musicale e taurino oltre che editorialista di vari periodici.
Si sposò nell'anno 1934, e l'anno seguente si trasferì come cattedratico all'Instituto de Santander. Proseguì il suo lavoro poetico, compendiandolo con i suoi studi su differenti temi, aspetti e autori della letteratura spagnola, con il suo lavoro di conferenziere e la sua rimarchevole critica musicale, realizzata su differenti periodici.
La Guerra Civile scoppiò quando si trovava in vacanza a Sentaraille (Francia). Finito il conflitto, ritornò in Spagna e si trasferì all'Instituto Beatriz Galindo di Madrid, nel quale rimase fino al suo ritiro.
Dal 1947 fu membro della Real Academia Española. Nel 1979, gli venne concesso il Premio Cervantes. Morì l'8 luglio del 1987 a Madrid.

## Poetica
Rappresentò l'ideale della Generazione del 27 alternando con maestria la poesia tradizionale e l'avanguardista, del quale divenne uno dei massimi esponenti durante gli anni venti. Successivamente, la sua opera poetica prosegue secondo questi due tracciati.
È da sottolineare l'influenza di Gerardo Diego in altre figure di rilevanza tanto nell'ambito nazionale come regionale. Emerge tra i suoi seguaci il poeta Cantabrico Matilde Camus, del quale fu professore all'Istituto di Santa Clara a Santander. Gerardo Diego inviò nel 1969 una poesia il cui titolo è Canción de Corro (canzone del girotondo) con il prologo nel primo libro di Matilde Camus intitolato Voces e che fu fatto conoscere all'Ateneo di Madrid. Comunque, presto verrà pubblicata la corrispondenza che tenne con Matilde Camus.
La sua poesia tradizionale comprende poesie di taglio tradizionale e classicista, dove ricorre con frequenza al romance, alla décima e al sonetto. I temi sono molto variati: il paesaggio, la religione, la musica, i tori, l'amore, ecc. È suo il considerato da molti il migliore sonetto della letteratura spagnola, El ciprés de Silos, così per altre poesie importanti come Nocturno ("Notturno"), Las tres hermanas ("Le tre sorelle") o La despedida ("L'addio").
La sua inclinazione per la nuova arte dell'avanguardia lo porta a iniziarsi prima al creazionismo. La mancanza di segni di punteggiatura, la disposizione dei versi, i temi immanenti e le straordinarie immagini caratterizzano questa poesia.

## Opere poetiche

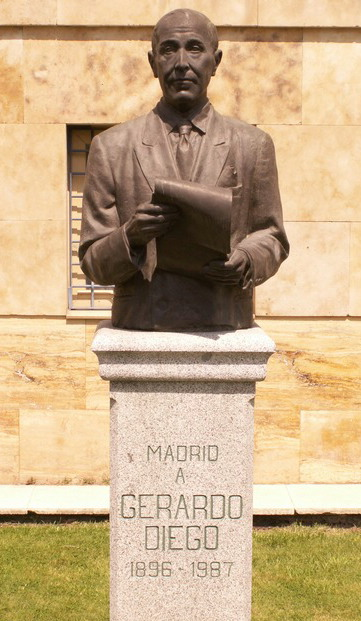
Monumento a Gerardo Diego nella strada Pío Baroja di Madrid, davanti alla Casa di Cantabria.

- El romancero de la novia, Santander, Imp. J. Pérez, 1920.
- Imagen. Poemas (1918–1921), M., Gráfica de Ambos Mundos, 1922.
- Soria. Galería de estampas y efusiones, Valladolid, Libros para amigos, 1923.
- Manual de espumas, M., Cuadernos Literarios (La Lectura), 1924.
- Versos humanos, M., Renacimiento, 1925 (Premio Nacional de Literatura 1924–1925).
- Viacrucis, Santander, Talleres Aldus, 1931.
- Fábula de Equis y Zeda, México, Alcancía, 1932.
- Poemas adrede, México, Alcancía, 1932.
- Ángeles de Compostela, M., Patria, 1940 (nueva versión completa: M., Giner, 1961).
- Alondra de verdad, M., Escorial, 1941.
- Primera antología de sus versos, M., Espasa-Calpe, 1941.
- Romances (1918–1941), M., Patria, 1941.
- Poemas adrede, M., Col. Adonais, 1943 (Edición completa).
- La sorpresa, M., CSIC, 1944.
- Hasta siempre, M., Mensajes, 1948.
- La luna en el desierto, Santander, Vda F. Fons, 1949.
- Limbo, Las Palmas de Gran Canaria, El Arca, 1951.
- Visitación de Gabriel Miró, Alicante, 1951.
- Dos poemas (Versos divinos), Melilla, 1952.
- Biografía incompleta, M., Cultura Hispánica, 1953 (Ilustraciones de José Caballero. 2ª edición con nuevos poemas: M., Cultura Hispánica, 1967).
- Segundo sueño (Homenaje a Sor Juan Inés de la Cruz), Santander, Col. Tito Hombre, 1953 (Xilografías de Joaquín de la Fuente).
- Variación, M., Neblí, 1954.
- Amazona, M., Ágora, 1956.
- Égloga a Antonio Bienvenida, Santander, Ateneo, 1956.
- Paisaje con figuras, Palma de Mallorca, Papeles de Sons Armadans, 1956 (Premio Nacional de Literatura).
- Amor solo, M., Espasa-Calpe, 1958 (Premio Ciudad de Barcelona 1952).
- Canciones a Violante, M., Punta Europa, 1959.
- Glosa a Villamediana, M., Palabra y Tiempo, 1961.
- La rama, Santander, La isla de los ratones, 1961.
- Mi Santander, mi cuna, mi palabra, Santander, Diputación, 1961.
- Sonetos a Violante, Sevilla, La Muestra, 1962.
- La suerte o la muerte. Poema del toreo, M., Taurus, 1963.
- Nocturnos de Chopin, M., Bullón, 1963.
- El jándalo (Sevilla y Cádiz)´, M., Taurus, 1964.
- Poesía amorosa 1918–1961, B., Plaza y Janés, 1965.
- El Cordobés dilucidado y vuelta del peregrino, M., Revista de Occidente, 1966.
- Odas morales, Málaga, Librería Anticuaria El Guadalhorce, 1966.
- Variación 2, Santander, Clásicos de Todos los Años, 1966.
- Segunda antología de sus versos (1941–1967), M., Espasa-Calpe, 1967.
- La fundación del querer, Santander, La isla de los ratones, 1970.
- Versos divinos, M., Alforjas para la poesía española (Fundación Conrado Blanco), 1971.
- Cementerio civil, B., Plaza y Janés, 1972.
- Carmen jubilar, Salamanca, Álamo, 1975.
- Cometa errante, B., Plaza y Janés, 1985.